# Pont de Vieille-Brioude

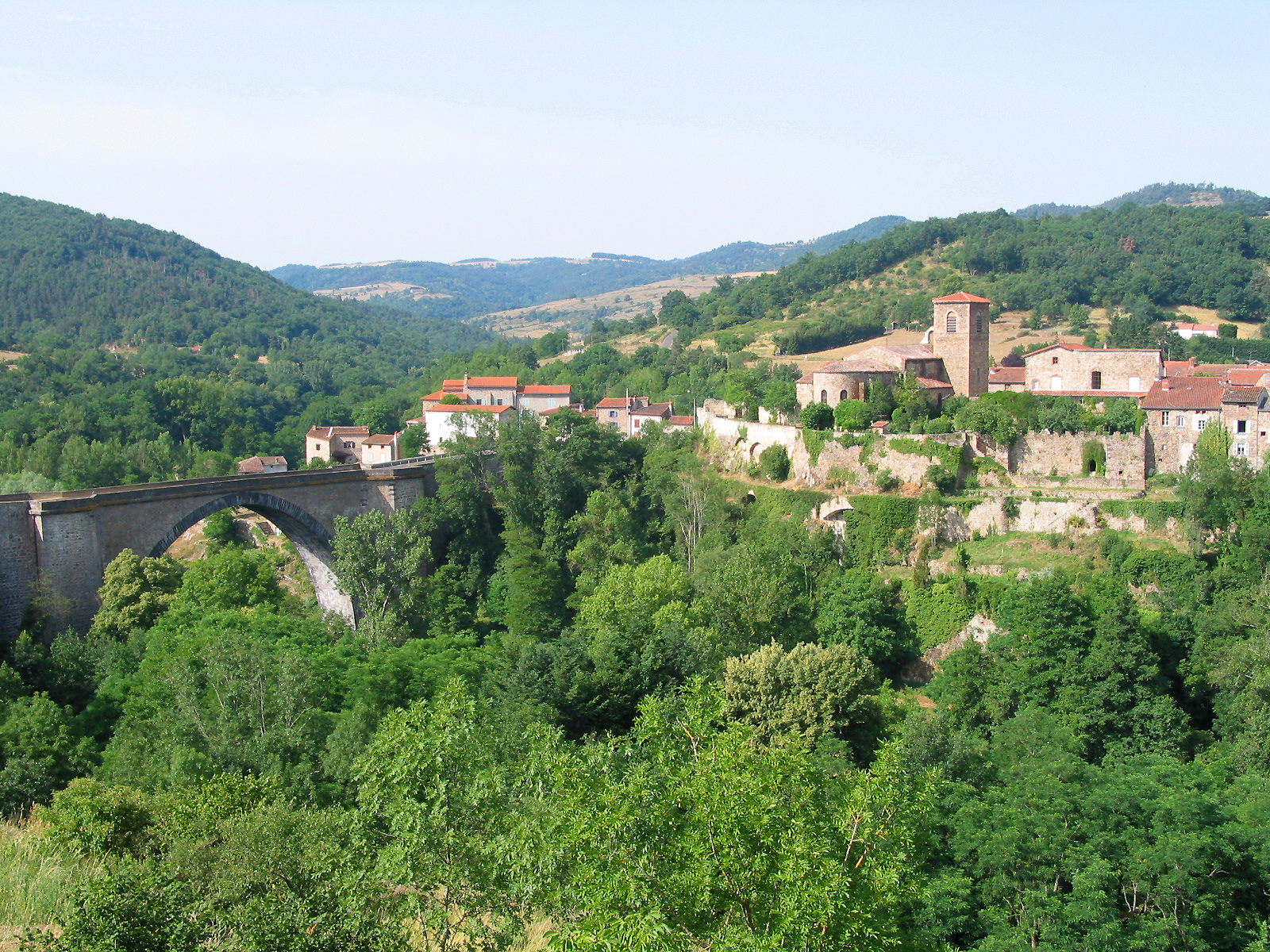
Pont de Vieille-Brioude über den Allier in Vieille-Brioude

Die Pont de Vieille-Brioude ist eine Steinbogenbrücke in der französischen Gemeinde Vieille-Brioude über den Fluss Allier im Département Haute-Loire. Die Brücke mit einer Gesamtlänge von 100 m und einer Bogenspannweite von 45 m wurde von 1824 bis 1832 errichtet.

## Mittelalterlicher Vorgängerbau
Ein mittelalterlicher Vorgängerbau an derselben Stelle wurde vermutlich 1479 errichtet und hatte eine Spannweite von 54,57 m. Für etwa 300 Jahre war diese Brücke diejenige mit der größten Bogenspannweite aller zur damaligen Zeit bestehenden Mauerwerksbogenbrücken. Die mit einer Bogenspannweite von 72 m noch größere Trezzo-Brücke war bereits 1416 zum Einsturz gebracht worden. Der Brückenbau wurde von der ortsansässigen Madame de Dombes angeordnet und von Grenier und Estone in gleicher Art ausgeführt wie die später erbaute Pont Grand bei Tournon-sur-Rhône. Die Fertigstellung der Brücke verzögerte sich wegen diverser Streitigkeiten um mehrere Jahre. Die Brücke war zu schmal und ihre Aufgänge zu steil, sodass sie nicht mit Wagen befahren werden konnte. Am 27. März 1822 um 6 Uhr früh brach die Brücke in sich zusammen.